# Hassan Rachik
Hassan Rachik (in arabo حسن رشيق‎?; Taroudant, 1954) è un antropologo marocchino.

## Biografia
Nacque nel 1954 a Taroudant da famiglia berbera. Intraprende gli studi di antropologia, realizzando una tesi sul rapporto col sacro nei monti dell'Alto Atlante. Gran parte dei suoi studi si incentrano sul mondo rurale marocchino. Nel corso degli anni 1980, prende parte a un progetto governativo atto a realizzare cooperative agricole destinato alle comunità nomadi della regione di Figuig. Ottiene una cattedra all'Università Hasan II di Casablanca e si avvicina agli ambienti dell'IRCAM. A partire dal 2011, si attiva in conferenze incentrate sulle questioni relative alla sicurezza sul lavoro. Nel 2019, viene nominato in una commissione incaricata di sviluppare un nuovo modello di sviluppo, presieduta dall'ex ministro e ambasciatore marocchino in Francia Chakib Benmoussa.

## Opere
- Sacré et sacrifice dans le Haut Atlas marocain (1990)
- Le sultan des autres, rituel et politique dans le Haut  Atlas (1992)
- Comment rester nomade (2000)
- Symboliser la nation  Essai sur l’usage des identités collectives au Maroc (2003)
- Usages de l’identité amazighe au Maroc (2006)
- L'islam au quotidien (2007)
- Le proche et le lointain - Un siècle d’anthropologie au Maroc (2012)
- Eloge des identités molles, Ed Croisée des chemins (2017)
- Socio-anthropologie rurale, structure, organisation et changement au Maghreb (2020)